# Organisation of European Cancer Institutes
Die Organisation of European Cancer Institutes (OECI; Organisation Europäischer Krebsinstitute) ist eine nicht staatliche gemeinnützige Organisation, mit Sitz in Brüssel, wurde 1979 in Wien gegründet.
Die Mission der OECI ist die Vereinigung der Krebsforschung mit den für Krebs zuständigen Behandlungseinrichtungen Europas.  Man will die Qualität der Krebsbehandlung und translationaler Forschung in Europa verbessern.
Die primären Ziele der 68 zugehörigen European Cancer Centres sind die Kommunikation zu verbessern und gemeinsame Aktivitäten zwischen den europäischen Instituten Krebs zu erweitern. OECI-Mitglieder sind führende Cancer Centres in Europa.
OECI hat neun spezifische Arbeitsgruppen.

## Quelle
1. ↑  CCC Graz - Mitglied der OECI